# Freie-Partie-Europameisterschaft der Junioren 1982/83

Logo CEB (ausrichtender Verband)

Die Freie-Partie-Europameisterschaft der Junioren 1983 war das 7. Turnier in dieser Disziplin des Karambolagebillards und fand vom 7. bis zum 10. April 1983 in Geleen statt. Die Meisterschaft zählte zur Saison 1982/83.

## Geschichte
Raimond Burgman verteidigte seinen Junioren-EM Titel in der Freien Partie souverän vor Karel de Wickere und Fabian Blondeel.

## Modus
Gespielt wurde in einer Finalrunde „Jeder gegen Jeden“ bis 300 Punkte.
1. MP = Matchpunkte
2. GD = Generaldurchschnitt
3. HS = Höchstserie

## Finalrunde
| MP    | Match Points (Sieger = 2; Unentschieden = 1; Verlierer = 0) |
| Pkte. | Erzielte Karambolagen                                       |
| Aufn. | Benötigte Versuche                                          |
| GD    | Generaldurchschnitt                                         |
| BED   | Bester Einzeldurchschnitt eines Spielers                    |
| HS    | Höchstserie                                                 |
|       | Bester GD des Turniers                                      |
|       | Bester ED des Turniers                                      |
|       | Beste HS des Turniers                                       |
|       | 1. Platz (Gold)                                             |
|       | 2. Platz (Silber)                                           |
|       | 3. Platz (Bronze)                                           |

| Platz                      | Name               | MP   | Pkte | Aufn. | GD    | BED    | HS  |
| -------------------------- | ------------------ | ---- | ---- | ----- | ----- | ------ | --- |
| 1                          | Raimond Burgman    | 14:0 | 2100 | 22    | 95,45 | 300,00 | 300 |
| 2                          | Karel de Wickere   | 10:4 | 1503 | 32    | 46,96 | 75,00  | 293 |
| 3                          | Fabian Blondeel    | 10:4 | 1548 | 40    | 38,70 | 150,00 | 294 |
| 4                          | Ronald Lemmens     | 9:5  | 1936 | 27    | 71,70 | 300,00 | 300 |
| 5                          | Johann Schirmbrand | 6:8  | 1003 | 31    | 32,35 | 75,00  | 279 |
| 6                          | Thierry de Marchi  | 5:9  | 1600 | 54    | 29,62 | 50,00  | 283 |
| 7                          | Claus Bargisen     | 2:12 | 452  | 68    | 6,64  | 7,89   | 40  |
| 8                          | Carsten Lohs       | 0:14 | 289  | 80    | 3,61  | -      | 37  |
| Turnierdurchschnitt: 29,46 |                    |      |      |       |       |        |     |